# Aedil
Aedil (latinsky aedilis, což bylo odvozeno ze slova aedes, aedis, „chrám“, „budova“) byl jeden z nižších úředníků (magistratus) v římské republice. Aedilové zodpovídali za údržbu veřejných budov, měli na starosti pořádání veřejných slavností a her a dohlíželi na pořádek na tržištích a ulicích. Tato magistratura byla zastávána občany, kteří usilovali o přístup k vyšším hodnostem v rámci římské posloupnosti úřadů (cursus honorum). Z formálního hlediska však aedilita nebyla součástí této posloupnosti. Nejnižší možný věk pro ucházení se o aedilitu byl v roce 180 př. n. l. stanoven na 37 let.
Úřad aedilů resp. plebejských aedilů (aediles plebeii) byl zřízen v roce 494 př. n. l. společně s úřadem tribunů lidu a k jeho zastávání byli oprávněni pouze plebejové. Oba aedilové byli voleni shromážděním plebejů (concilium plebis) na jeden rok. Jejich původním úkolem bylo dozorování na tržištích a napomáhání tribunům lidu v jejich činnosti, pročež převzali vedení policejních služeb. Důležitou součástí jejich kompetence tvořilo pořádání her a správa plebejských a zvláště Cereřina chrámu (včetně v něm uloženého bohatství). V roce 367 př. n. l. byly vytvořeny nové slavnosti, nicméně aedilové odmítli nést dodatečné výdaje, načež se patricijové nabídli, že převezmou jejich povinnosti. Počet aedilů tudíž vzrostl o dva kurulské aedily (aediles curules), jejichž titul byl odvozen z kurulského křesla (sella curulis), na němž měli právo sedět. Kurulští aedilové svolávali a předsedali tributnímu shromáždění (comitia tributa), jímž byli voleni na dobu jednoho roku. Směli dohlížet na konání auspicií a v oblasti soudnictví jim příslušelo vedení občanských soudních řízení v méně závažných sporech. Jejich edikty se postupem doby staly pramenem obchodního práva. Podobně jako jejich plebejští kolegové dozírali nad patricijskými chrámy a pořádali slavnosti a svátky patricijů. Třebaže však kurulským aedilům náležela hodnostně vyšší pozice než plebejským aedilům, jejich funkce se postupně sblížily a staly se identickými, takže vzniklo společné čtyřčlenné kolegium. V roce 44 př. n. l. rozšířil Julius Caesar počet aedilů zastávaných patriciji o dva nové, kteří se nazývali aediles cereales a měli zvláštní povinnost obstarávat zásobování města obilím.
Podobně jako quaestoři ani aedilové nedisponovali imperiem (a nebyli doprovázeni liktory), ale pouze nižší úrovní moci nazývanou potestas. Pravomoc aedilů zahrnovala tři oblasti působnosti: cura urbis neboli dohled nad technickou údržbou a bezpečností ve městě; dále cura annonae – kontrola zásobování města obilím a olejem a řízení rozdělování obilí; a cura ludorum, což znamenalo, že byli odpovědní za organizaci veřejných slavností. Jelikož za vykonávání tohoto úřadu stejně jako i jiných římských magistratur nenáležela jejich nositelům žádná odměna a veškeré výdaje vyplývající z plnění úředních povinností byly navíc hrazeny z vlastních peněz úředníků, stalo se vykonávání této magistratury v době pozdní republiky silně nepopulární. Zároveň ale poskytovalo možnost získat si náklonnost lidu. Po nastolení císařství ztratila aedilita mnoho ze svého významu, neboť její pravomoci v oblasti soudnictví a pořádání her byly přeneseny na praetora, zatímco její kompetence při správě města byly omezeny ve prospěch městského prefekta (praefectus urbi). Někdy v průběhu 3. století aedilita zcela vymizela.